# Scarface (1983)
Scarface (prt: Scarface - A Força do Poder; bra: Scarface) é um filme de drama policial estadunidense de 1983, dirigido por Brian De Palma e escrito por Oliver Stone. Um remake do filme de 1932 de mesmo nome, Scarface conta a história do refugiado cubano do Êxodo de Mariel de 1980 Tony Montana (Al Pacino), que chega em Miami com nada e mais tarde se torna um poderoso chefão da droga. O filme também apresenta Mary Elizabeth Mastrantonio, Steven Bauer, e Michelle Pfeiffer. O argumento é de Oliver Stone baseado num romance de Armitage Trail. Scarface é um dos filmes mais violentos já feitos e também um expoente de Hollywood no cinema da década de 1980.
A resposta da crítica inicial a Scarface foi mista, com as críticas sobre a violência excessiva, linguagem forte e frequente uso gráfico de droga pesada. Alguns expatriados cubanos em Miami se opuseram à representação do filme de cubanos como criminosos e traficantes de drogas. Comentários posteriores têm sido mais positivos, e os roteiristas e diretores como Martin Scorsese elogiaram o filme. O filme recebeu uma reavaliação dos críticos, considerado por alguns como um dos melhores filmes de máfia de todos os tempos e em geral; Referenciado extensivamente na música rap e na cultura pop, quadrinhos e jogos de vídeo.
Censurado em muitos países, Scarface é um filme em que o palavrão "fuck" é usado 226 vezes no total, sendo que apenas Tony Montana o pronuncia 182 vezes.

## Elenco

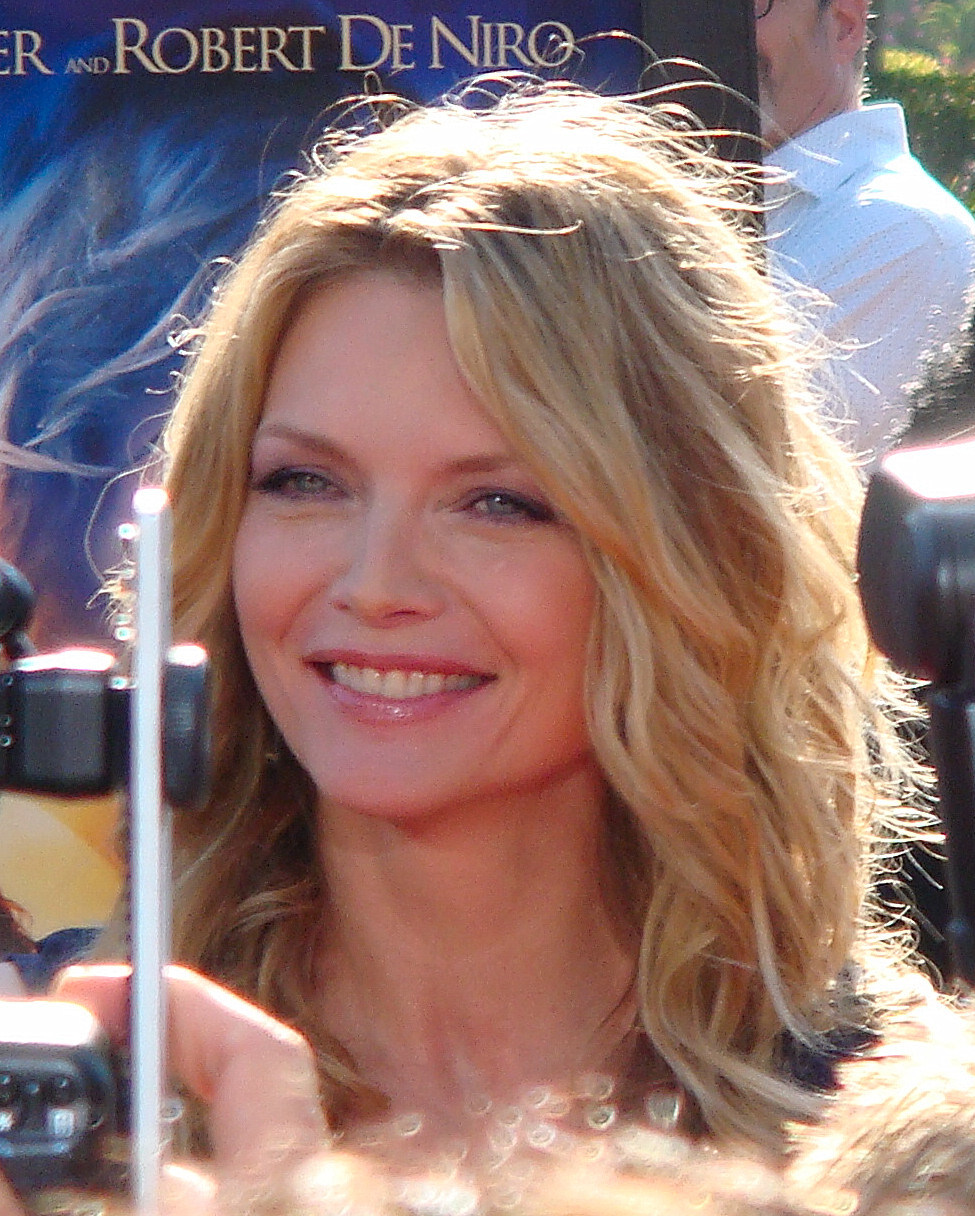
Michelle Pfeiffer era uma atriz desconhecida quando ela apareceu em Scarface, e ambos Al Pacino e Brian De Palma argumentaram contra sua entrada no elenco.

| Personagem                 | Ator / Atriz                |
| -------------------------- | --------------------------- |
| Tony Montana               | Al Pacino                   |
| Manny Ray                  | Steven Bauer                |
| Elvira Hancock             | Michelle Pfeiffer           |
| Gina Montana               | Mary Elizabeth Mastrantonio |
| Frank Lopez                | Robert Loggia               |
| Mama Montana               | Míriam Colón                |
| Omar Suárez (El Mono)      | F. Murray Abraham           |
| Alejandro Sosa             | Paul Shenar                 |
| Det. Mel Bernstein         | Harris Yulin                |
| Chi-Chi                    | Ángel Salazar               |
| Ernie                      | Arnaldo Santana             |
| Jerry, o banqueiro         | Dennis Holahan              |
| Nick, o Porco              | Michael P. Moran            |
| Hector, o Sapo             | Al Israel                   |
| Alberto, o Sombra          | Mark Margolis               |
| Vendedor de Carros         | Ronald G. Joseph            |
| Fernando                   | Richard Delmonte            |
| Comediante no Babylon Club |                             |

## Desenvolvimento

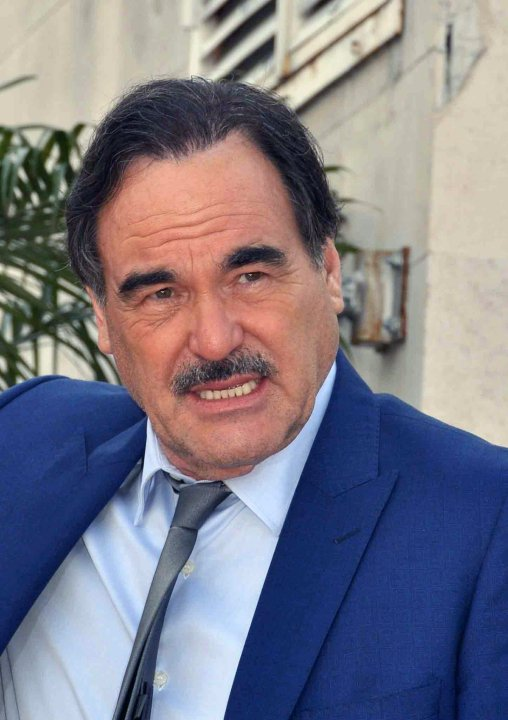
Oliver Stone em 2010. Ele escreveu o roteiro de Scarface enquanto lutava com o seu próprio vício em cocaína.

Scarface iniciou seu desenvolvimento após Pacino ver o filme de 1932 de mesmo nome no Tiffany Theater enquanto estava em Los Angeles. Mais tarde, ele chamou o seu gerente, o produtor Martin Bregman e informou-o de sua crença no potencial de um remake do filme. Pacino originalmente queria manter o aspecto da peça da época, mas percebeu que devido à sua natureza melodramática seria difícil de realizar. Sidney Lumet tornou-se figura como diretor, desenvolvendo a ideia de Montana ser cubano chegando na América durante o êxodo de Mariel.
As diferenças criativas de Bregman de Lumet fizeram com que Lumet desistisse do projeto. Lumet queria fazer uma história mais política que se concentrasse em culpar a administração presidencial atual para o afluxo de cocaína para os Estados Unidos, e Bregman discordou das opiniões de Lumet. Bregman o substituiu por Brian De Palma, e contratou o escritor Oliver Stone, mais tarde afirmando que demorou apenas quatro telefonemas para garantir o seu envolvimento. Stone pesquisou o roteiro, enquanto lutava contra o seu próprio vício em cocaína. Ele e Bregman realizaram sua própria investigação, viajando para Miami, Flórida, onde eles tiveram acesso aos registros do Gabinete do Procurador dos EUA e a Organized Crime Bureau. Stone mudou-se para Paris para escrever o roteiro, acreditando que ele não poderia quebrar seu vício enquanto estava nos Estados Unidos, afirmando em uma entrevista de 2003 que ele estava completamente fora das drogas no momento, "porque eu não acho que a cocaína ajuda a escrever. É muito destrutivo para as células do cérebro". Embora Pacino tenha insistido em assumir o papel principal como Tony Montana, Robert De Niro foi convidado, mas recusou o papel. Pacino trabalhou com especialistas em combate com faca, formadores e com o boxeador Roberto Duran para atingir o tipo de corpo que ele queria para o papel. Duran também ajudou a inspirar o personagem, a quem Pacino pensou ter "um certo leão nele", e o trabalho de Meryl Streep em A Escolha de Sofia (1982), onde também desempenhou uma personagem imigrante. Bauer e um treinador de dialeto o ajudaram a aprender aspectos da língua e pronúncia do espanhol cubano.
Pfeiffer era uma atriz desconhecida na época, e ambos Pacino e De Palma tinham argumentado contra sua entrada no elenco, mas Bregman lutou por sua inclusão. Glenn Close era a escolha original para o papel, enquanto outras, incluindo Geena Davis, Carrie Fisher, Kelly McGillis, Sharon Stone, e Sigourney Weaver também foram consideradas. Bauer no entanto tem o seu papel, mesmo sem a audição. Durante o processo de audição, a diretora de elenco Alixe Gordin viu Bauer e imediatamente notou que ele estava certo para o papel de Manny, um julgamento que tanto De Palma e Bregman concordaram; ele foi o único real cubano no elenco principal. John Travolta foi considerado para o papel.
Durante os ensaios para um tiroteio, Pacino ficou ferido depois que ele pegou o cano de uma arma que tinha acabado de ser usada para disparar várias balas fictícias. Sua mão ficou presa ao cano quente e ele não foi capaz de removê-lo imediatamente; a lesão o afastou durante 2 semanas. A cena do tiroteio também inclui uma única gravação, dirigida por Steven Spielberg, que estava visitando o set no momento. Durante as filmagens, alguns cubano-americanos se opuseram à presença de personagens cubano-americanos do filme que estavam sendo retratados como criminosos por atores não-cubano-americanos. Para contrariar esta situação, o filme apresenta um aviso durante os seus créditos, certificando que os personagens do filme não eram representativos da comunidade cubano-americana. A indústria do entretenimento inicialmente odiava o filme, como a atriz Liza Minnelli — que na época não tinha visto o filme —; ela veio até Pacino e disse, "Al, o que você fez com essas pessoas?", mas Pacino lembrou de Eddie Murphy que também estava lá e disse: "Eu adorei, Al".
Apesar de ambientado em Miami, a maior parte do filme foi gravado em Los Angeles já que o turismo de Miami tinha medo de que a representação do cinema do estado, como um refúgio para as drogas e bandidos, iria impedir o turismo. A mansão opulenta de Tony em Miami era El Fureidis, uma mansão de estilo romano, em Santa Barbara, Califórnia.
Scarface recebeu uma classificação X na América do Norte, três vezes por extrema violência, linguagem forte e frequente uso de drogas pesadas. A classificação restritiva, mais associada à época com a pornografia, tanto limitou o número de cinemas dispostos a exibir tal filme, e restringiu a publicidade promocional, o que afetaria adversamente o potencial de quaisquer receitas de bilheteira. Em particular, uma das primeiras cenas onde Angel, associado de Montana, é desmembrado com uma motosserra, foi apontada como a causa da classificação X. De Palma fez edições para o local e reenviou para a Motion Picture Association of America (MPAA), mas foi novamente dada uma classificação X. Ele fez mais edições e reapresentou entre 3 a 5 vezes antes de se recusar a editar mais o filme, dizendo que a Universal Pictures ou o libera em sua forma atual ou queima-lo e substitui-o por alguém que possa editá-lo. A Universal optou por recorrer da decisão do MPAA. Então o presidente do estúdio Robert Rehme participou da audiência, que foi presidida pelo seu amigo e Presidente da MPAA Jack Valenti. Entre aqueles que falaram em nome do filme durante a apelação estavam o crítico de cinema Roger Ebert, o chefe da organizada divisão de crime do Condado de Broward da Flórida, e o chefe de uma grande cadeia de cinema, Alan Friedberg. Membro da MPAA Richard Heffner viria a admitir que ele poderia ter lutado mais para manter a classificação X, mas ele acreditava que Valenti não apoiou a decisão, já que ele não quer se indispor com os grandes estúdios de cinema. A decisão foi esmagadoramente a favor de lançar o filme com uma classificação R menos restritiva.
Em resposta, De Palma argumentou que se a última versão do filme foi agora considerada restrita, então a sua versão original também seria, racionalizando que as edições que ele fez foram menores. A MPAA disse a De Palma que só a sua mais recente edição pode ser certificada como restrita. De Palma no entanto acreditava que as mudanças foram tão pequenas que ninguém iria notar se ele lançasse a sua versão original de qualquer maneira, o que ele finalmente fez.

## Lançamento
Scarface estreou no dia 1 de dezembro de 1983 em Nova Iorque, onde foi inicialmente recebido com mistas reações positivas. Duas estrelas do filme, Al Pacino e Steven Bauer, foram acompanhadas por Burt e Diane Lane, Melanie Griffith, Raquel Welch, Joan Collins, seu então namorado Peter Holm e Eddie Murphy entre outros. O limitado re-lançamento do 20.º aniversário nos cinemas em 2003, ostentava uma trilha sonora remasterizada com efeitos sonoros aprimorados e música.

### Recepção
A versão inicial de Scarface foi recebida com uma resposta crítica negativa, e chamou a controvérsia em relação à violência e linguagem gráfica no filme. A New York Magazine defeniu-o como vazio, intimidador e um filme B exagerado.
De acordo com o programa de televisão "DVD TV: Much More Movie" do canal AMC, Cher adorou, Lucille Ball, que veio com sua família, odiou por causa da violência gráfica e linguagem, e Dustin Hoffman foi dito ter caído no sono[carece de fontes?]. Os escritores Kurt Vonnegut e John Irving estavam entre aqueles que supostamente saíram em desgosto depois da notória cena da motosserra[carece de fontes?]. No meio do filme, Martin Scorsese voltou para Steven Bauer e lhe disse: "Vocês são ótimos — mas estejam preparados, porque eles vão odiá-lo em Hollywood... porque é sobre eles".
Roger Ebert classificou-o com quatro estrelas de quatro em sua avaliação de 1983 e, mais tarde, acrescentou-o à sua lista de "Grandes Filmes". Ebert escreveu: "DePalma e seu escritor, Oliver Stone, criaram uma galeria de indivíduos específicos, e um dos fascínios do filme é que não estamos a ver clichés crime-cinema, estamos vendo as pessoas que são criminosas".
O website Rotten Tomatoes oferece uma interpretação contemporânea da recepção do filme, fornecendo um índice de aprovação de 79% a partir de 77 críticos — uma classificação média de 7,5 em 10 — com o seguinte consenso: "O diretor Brian De Palma e a estrela Al Pacino levam-no ao limite neste épico gângster estilizado, ultra-violento e eminentemente citável, que percorre uma fina linha branca entre drama moral e excesso de celebração." Metacritic lhe dá uma pontuação média de 65/100.
Pacino recebeu uma indicação para o Globo de Ouro de melhor ator em filme dramático e Steven Bauer foi nomeado para Melhor Ator Coadjuvante também; Giorgio Moroder foi nomeado para melhor trilha sonora original. DePalma foi nomeado para, mas não ganhou, um Prêmio Framboesa de Ouro de Pior Diretor.
O filme foi indicado ao prêmio Satélite de Ouro na categoria de Melhor Lançamento de Clássico em DVD, no ano de 2004.

### Bilheteria
Scarface foi lançado nos cinemas dos Estados Unidos em 9 de dezembro de 1983. Durante sua semana de estreia, o filme arrecadou US$ 4,5 milhões a partir de 996 cinemas, com uma média de US$ 4 616 por cinema e classificado como o segundo filme de maior bilheteria do fim de semana atrás de Sudden Impact (US$ 9,6 milhões) — lançado na mesma semana. Ele ganhou US$ 45,4 milhões na América do Norte, e US$ 20,4 milhões a partir de outros mercados, para um total de US$ 65,8 milhões. Este feito fez de Scarface o 16.º filme de maior bilheteria do ano de 1983, e a sétima maior bilheteria de filme restrito na América do Norte para 1983.

## Música
A música em Scarface foi produzida pelo vencedor do Oscar e produtor italiano Giorgio Moroder. Refletindo o estilo de Moroder, a trilha sonora é composta principalmente de música eletrónica sintetizada new wave, semelhante ao estilo muzak (música de elevador). Em entrevista à Folha de S.Paulo, Giorgio disse que compôs os temas "Inspirado em Al Pacino e seus amigos". De Palma diz que ele tem repetidamente negado os pedidos da Universal para lançar o filme com rap porque ele sente que o trabalho de Moroder já é perfeito.

## Legado

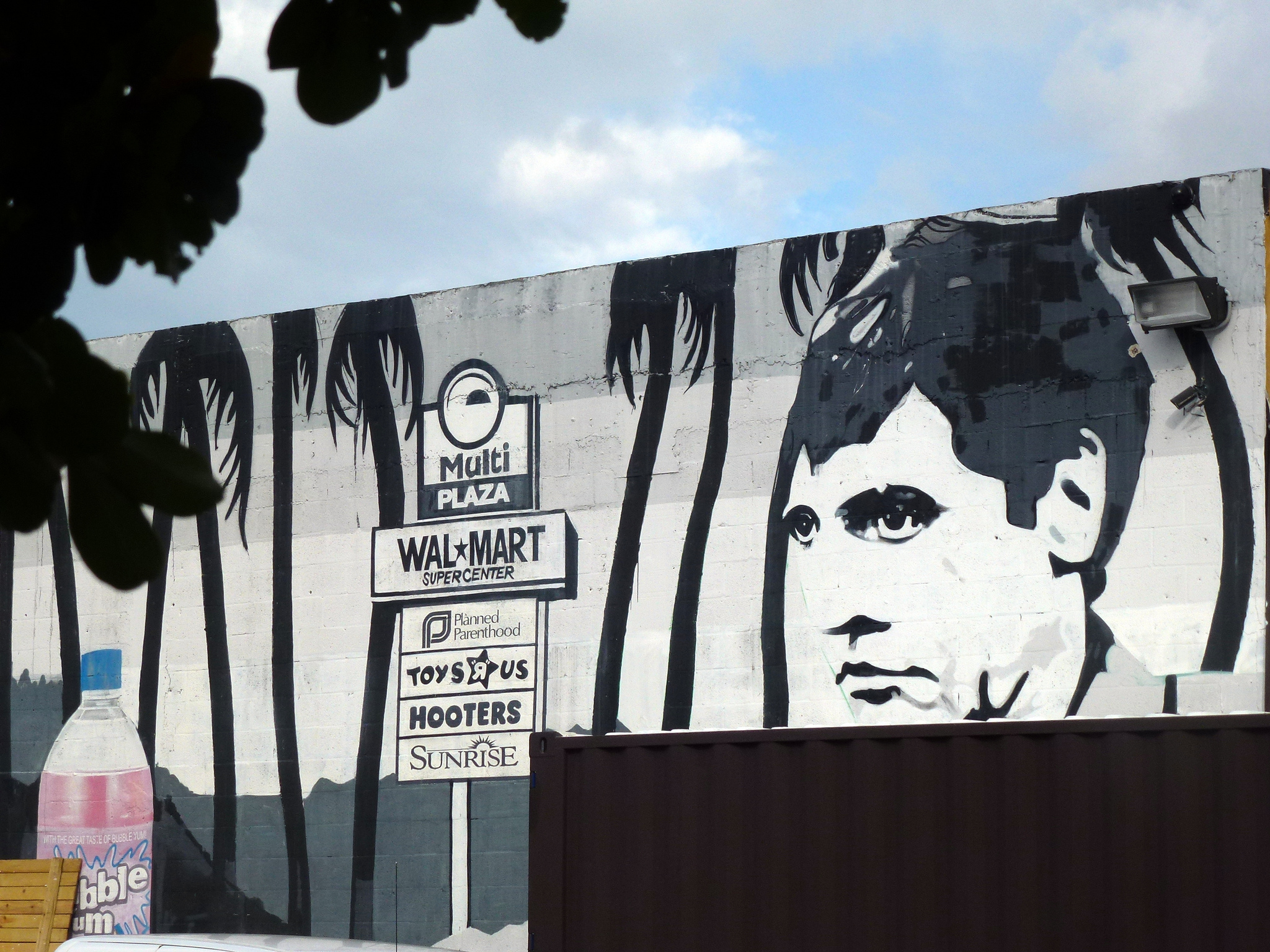
Mural do personagem "Tony Montana" em Wynwood em 2012.

Enquanto Pacino já era um ator de sucesso estabelecido, Scarface ajudou a lançar as carreiras de Pfeiffer e Mastrantonio, ambas as quais eram pouco conhecidas e se tornaram sucessos individuais. Em junho de 2008, o American Film Institute revelou seu "Ten Top Ten" — dez melhores filmes em dez filmes estadunidenses do gênero "clássico" — após votação de mais de 1500 pessoas da comunidade criativa. Scarface foi reconhecido como o décimo melhor no gênero filme de gângsteres. A fala "Say hello to my little friend!", que em português poderia ser traduzida como "Diga olá para o meu amiguinho!" (frase falada por Montana na antagónica cena em que ele se encontra cercado em seu escritório pelos capangas de Sosa e na qual ele derruba todos eles de uma só vez ao disparar uma granada na porta usando o seu "little friend", um fuzil M-16 equipado com um lançador de granadas M-203) ganhou o 61.º lugar na lista das 100 frases da AFI, e Tony Montana foi nomeado como um vilão na lista dos 100 Heróis & Vilões da AFI. A revista Entertainment Weekly classificou o filme como 8.º em sua lista de "Os 50 Melhores Filmes Cult", e a revista Empire o colocou entre os 500 melhores filmes de todos os tempos, no 284.º lugar. Em 2010, o canal televisivo VH1 avaliou o filme no 5.º lugar da sua lista de 100 maiores filmes de todos os tempos.[carece de fontes?] Em 2009, a revista Total Film listou-o no 9.º lugar em sua lista dos 30 melhores filmes de gângster. Scarface foi o primeiro filme em que o palavrão "fuck" é usado 226 vezes no total. A empresa criada pelo ex-ditador iraquiano Saddam Hussein para lavagem de dinheiro foi nomeada "Montana Management" (Administração Montana) após o personagem de Pacino.
Durante uma grande disputa com Jay-Z, o rapper estadunidense Nas, na música "Last Real Nigga Alive", do seu álbum God's Son, comparou-se ele próprio com Tony Montana, e Jay-Z com Manny, ambos protagonistas de Scarface.
O lutador brasileiro José Aldo é apelidado de "Scarface" pela cicatriz que ele exibe após um acidente num churrasco, ainda em criança, o mesmo acontece com o jogador argentino e zagueiro Nicolás Burdisso que é apelidado de "Scarface" pela sua aparência e isso é relatado em diversas transmissões do locutor romanista Carlo Zampa (ReteSport). E o rapper Scarface usa esse nome em homenagem ao filme.
Em entrevista à Folha de S.Paulo sobre a estreia do filme Serra Pelada na Rede Globo, o ator Wagner Moura disse que o filme é o Scarface brasileiro: "As novas gerações vão ver um pedaço de terra sem lei durante a ditadura militar. É história do Brasil, mas é também um filme de gângster, o 'Scarface' brasileiro".
A Dark Horse Comics lançou um romance chamado Scarface: The Beginning de L. A. Banks. A editora IDW publicou e lançou uma série limitada chamada Scarface: Scarred For Life. Ela começa com policiais corruptos descobrindo que Tony sobreviveu ao confronto final na mansão. Similar ao jogo The World Is Yours, Tony trabalha na reconstrução de seu império criminal.
Em 2001, foram feitos planos para o artista hip hop Cuban Link escrever e estrelar uma sequência para Scarface, intitulado Son of Tony. Os planos atraíram tanto elogios como críticas, e depois de vários anos Cuban Link indicou que ele já não poderia estar envolvido com o projeto como resultado das questões de direitos do filme e controle criativo. A Universal anunciou em 2011 que o estúdio está desenvolvendo uma nova versão de Scarface. O estúdio afirma que o novo filme não é nem uma sequência, nem um remake, mas terá elementos de ambos (esta versão e seu predecessor de 1932), incluindo a premissa básica: um homem que se torna um chefão em sua busca pelo sonho americano (American Dream). Martin Bregman, que produziu o remake de 1983, vai produzir esta versão, com roteiro de David Ayer, e David Yates estava em negociações para dirigir o filme, mas optou por dirigir o filme Tarzan. Em 24 de março de 2014, a Folha de S.Paulo informou que Pablo Larraín está em negociações para dirigir o filme, juntamente com Paul Attanasio para escrever o roteiro. O The Wrap falou sobre a atualização do filme que será uma história original definida na moderna Los Angeles que segue a ascensão de um imigrante mexicano no submundo do crime e como ele se esforça para o sonho americano.
Entre outros filmes, Scarface inspirou o premiado videojogo de 2002 Grand Theft Auto: Vice City, que representou Miami nos anos 80 e contou com música da trilha sonora do filme, bem como uma recriação da mansão de Montana. No jogo, inclusive há um easter egg, em que há uma casa, com um banheiro todo sujo de sangue e uma motosserra, fazendo uma clara referência à cena em que matam o parceiro de Tony Montana no filme. Scarface recebeu seus próprios videjogos em 2006 com Scarface: The World Is Yours e Scarface: Money. Power. Respect.. O primeiro jogo coloca o jogador no papel de Tony Montana, visitando locais clássicos do filme, como o Babylon Club e o Sun Ray Hotel. O mais interessante é que o jogo começa no exato final do filme, onde Tony é morto na invasão à mansão. Porém, no jogo Tony Montana sobrevive, e tem que reconstruir o seu império, usando muitas armas e veículos, tendo também como objetivo se vingar de Alejandro Sosa, que enviou os bolivianos para o tentar matar no filme. Em Grand Theft Auto III, uma das estações de rádio fictícias, Flashback 95,6, toca apenas músicas do filme.